# La Paz
La Paz (pronunciado em português europeu: [la paʃ]; pronunciado em português brasileiro: [la pas]; pronunciado em castelhano: [la pas]; em aimará-Chuqi Yapu), oficialmente conhecida como Nuestra Señora de La Paz, é uma das capitais da Bolívia e é a sede do governo do Estado Plurinacional da Bolívia. Com uma estimativa de 816.044 residentes em 2020, La Paz é a terceira cidade mais populosa da Bolívia. Sua área metropolitana é a segunda área urbana mais populosa do país, com uma população de cerca de 2 milhões de habitantes, depois de Santa Cruz de la Sierra com uma população de 2,3 milhões de pessoas. É também a capital do Departamento de La Paz. A cidade, localizada no centro-oeste boliviano cerca de 68 quilômetros a sudeste do Lago Titicaca, está situada em um desfiladeiro criado pelo rio Choqueyapu e em uma depressão em forma de tigela, parte da bacia amazônica, cercada pelas altas montanhas do Altiplano. Com vista para a cidade está o imponente Illimani, de três picos. Seus picos estão sempre cobertos de neve e podem ser vistos de vários pontos da cidade. A uma altitude de aproximadamente 3.650 metros acima do nível do mar, La Paz é a capital mais alta do mundo. Devido à sua altitude, La Paz possui um clima subtropical de terras altas incomum, com verões chuvosos e invernos secos.
Como sede do governo da Bolívia, La Paz é o local do Palacio Quemado, o palácio presidencial. É também a sede da legislatura boliviana, da Assembleia Legislativa Plurinacional e de vários departamentos e agências governamentais. A capital constitucional da Bolívia, Sucre, mantém o poder judicial. A cidade abriga todas as embaixadas estrangeiras, bem como missões internacionais no país. La Paz é um importante centro político, administrativo, económico e esportivo da Bolívia; gera 24% do produto interno bruto do país e serve como sede de inúmeras empresas e indústrias bolivianas.
La Paz foi fundada em 20 de outubro de 1548, pelo conquistador espanhol capitão Alonso de Mendoza, no local do assentamento inca de Laja como ponto de ligação entre as rotas comerciais que iam de Potosí e Oruro a Lima; o nome completo da cidade era originalmente Nuestra Señora de La Paz (que significa Nossa Senhora da Paz) em comemoração à restauração da paz após a insurreição de Gonzalo Pizarro e companheiros conquistadores contra o primeiro vice-rei do Peru. A cidade foi posteriormente transferida para a localização atual no vale de Chuquiago Marka. La Paz estava sob domínio colonial espanhol como parte do Vice-Reino do Rio da Prata, antes da Bolívia conquistar a independência. Desde a sua fundação, a cidade foi palco de inúmeras revoltas. Em 1781, o líder indígena e ativista independentista Túpac Katari sitiou a cidade por seis meses, mas foi derrotado. Em 16 de julho de 1809, o patriota boliviano Pedro Domingo Murillo iniciou uma revolução pela independência, marcando o início das Guerras de Independência Hispano-Americanas, que conquistaram a liberdade dos Estados sul-americanos em 1821.
La Paz é também um importante centro cultural da América Latina, pois abriga vários marcos pertencentes à época colonial, como a Igreja de São Francisco, a Catedral Metropolitana, a Plaza Murillo e a Rua Jaén. La Paz também está situada na confluência das regiões arqueológicas dos impérios Tiuanaco e Inca. A cidade é conhecida pelos seus mercados únicos, especialmente o Mercado das Bruxas, e pela sua vibrante vida noturna. Sua topografia incomum oferece vistas únicas da cidade e das montanhas circundantes da Cordilheira Real a partir de vários mirantes naturais. La Paz também abriga a maior rede de teleféricos urbanos do mundo. Em maio de 2015, foi oficialmente reconhecida como uma das Novas 7 Cidades Maravilhas juntamente com Beirute, Doha, Durban, Havana, Kuala Lumpur e Vigan. La Paz é considerada pela Globalization and World Cities Research Network (GaWC) como uma cidade global na categoria "Alta Suficiência".

## História

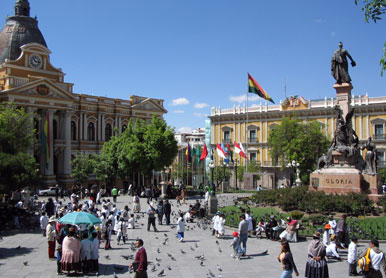
Praça Murillo, espaço histórico no centro de La Paz

A cidade de Nuestra Señora de La Paz (ou simplesmente "La Paz") foi fundada em 20 de outubro de 1548, pelo capitão espanhol Alonso de Mendoza, no local em que, atualmente, se situa a comunidade de Laja.
A fundação da cidade ocorreu por ordem de Dom Pedro de La Gasca, Vice-Rei do Peru naquela oportunidade, em celebração da restauração da paz naquele Vice-Reino. Coincidiu tal fato, assim, com o aniversário de um ano da histórica Batalha de Huarina, em que se enfrentaram os seguidores de Gonzalo Pizarro e Diego de Almagro, em guerra civil deflagrada pela insurreição de Pizarro diante de Blasco Nuñez Vela, primeiro Vice-Rei do Peru.
Dois dias após a fundação de La Paz, dirigindo-se o capitão Mendoza ao vale de Chuquiagu, nas proximidades de Laja, onde lhe pareceram o clima e a geografia mais propícios ao estabelecimento urbano – fatores estes, favorecidos, ademais, pela presença do rio Choqueyapu, rico em ouro –, decidiu-se pela transferência da cidade recém-fundada a este novo sítio, local onde se encontra até os dias atuais.
Sete anos após, foi enviado a La Paz, por determinação de Carlos V, Rei da Espanha, o atual escudo de armas da cidade, em que se lê a inscrição "Los discordes en concordia, en paz y amor se juntaron y pueblo de paz fundaron para perpetua memoria" ("Os discordantes em concórdia, em paz e amor se juntaram e povoado de paz fundaram para perpétua memória").

## Geografia

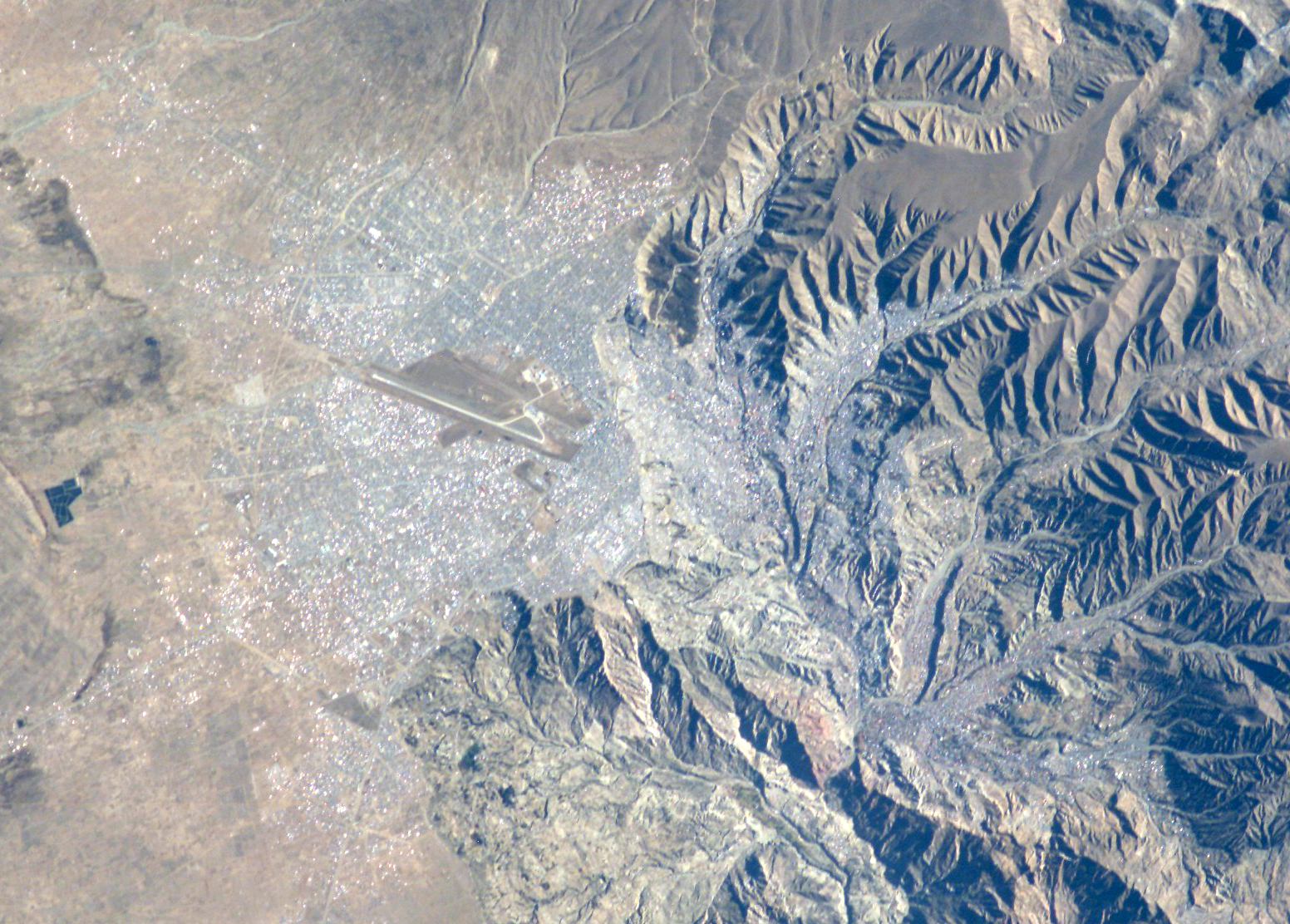
Imagem de satélite de La Paz.

La Paz está entre um vale profundo rodeado por montes e montanhas de grande altitude pertencentes à Cordilheira dos Andes; entre a elevada Meseta andina e os vales mais baixos.
A parte sul (Zona Sur) tem uma geografia similar, com montes menos elevados e encontra-se a menor altitude que o resto da área urbana.
Na Cordilheira dos Andes (a oeste da cidade) encontra-se o Illimani (6.465 msnm), cuja silhueta formou o emblema da cidade desde a sua fundação.

### Vegetação
Por conta das interpéries climáticas da região (frio, neve, geadas, secas e vento), a vegetação nativa predominante é formada por pastagens, plantas herbáceas e arbustos

### Clima
O clima de La Paz é considerado oceânico subpolar (Cwc de acordo com a classificação climática de Köppen-Geiger). Entretanto, devido a grande variação de altitude, as regiões mais elevadas da cidade apresentam clima de tundra (ET) e as mais baixas clima oceânico (Cwb). O verão é frio com precipitação e o inverno é muito frio quase sem precipitação.
Durantes os meses de primavera e verão (outubro a março), a cidade possui céu mais encoberto, tempo chuvoso e temperaturas menos frias. Nos meses de outono e inverno (abril a setembro), noites com temperaturas gélidas e geadas passam a ser mais frequentes, porém são épocas com céu menos encoberto e chuva ocasional. Eventos de neve podem ocorrer no inverno, especialmente ao amanhecer e geralmente derretem antes do meio-dia. Por sua altitude, proximidade da linha do equador, solos muito claros e pouca quantidade de dias nublados nas estações mais secas, La Paz recebe altos índices de raios ultravioletas. A cidade apresenta o maior índice entre as capitais Latino Americanas e um dos maiores índices ultravioletas do mundo.
| Dados climatológicos para La Paz (Parque Laikakota)                                                                         | Dados climatológicos para La Paz (Parque Laikakota) | Dados climatológicos para La Paz (Parque Laikakota) | Dados climatológicos para La Paz (Parque Laikakota) | Dados climatológicos para La Paz (Parque Laikakota) | Dados climatológicos para La Paz (Parque Laikakota) | Dados climatológicos para La Paz (Parque Laikakota) | Dados climatológicos para La Paz (Parque Laikakota) | Dados climatológicos para La Paz (Parque Laikakota) | Dados climatológicos para La Paz (Parque Laikakota) | Dados climatológicos para La Paz (Parque Laikakota) | Dados climatológicos para La Paz (Parque Laikakota) | Dados climatológicos para La Paz (Parque Laikakota) | Dados climatológicos para La Paz (Parque Laikakota) |
| Mês | Jan                                                 | Fev                                                 | Mar                                                 | Abr                                                 | Mai                                                 | Jun                                                 | Jul                                                 | Ago                                                 | Set                                                 | Out                                                 | Nov                                                 | Dez                                                 | Ano                                                 |
| --- | --------------------------------------------------- | --------------------------------------------------- | --------------------------------------------------- | --------------------------------------------------- | --------------------------------------------------- | --------------------------------------------------- | --------------------------------------------------- | --------------------------------------------------- | --------------------------------------------------- | --------------------------------------------------- | --------------------------------------------------- | --------------------------------------------------- | --------------------------------------------------- |
| Temperatura máxima recorde (°C)                                                                                             | 26,5                                                | 25,5                                                | 26                                                  | 25                                                  | 25                                                  | 23,8                                                | 23,1                                                | 24,3                                                | 26,6                                                | 26,5                                                | 27,1                                                | 27,2                                                | 27,2                                                |
| Temperatura máxima média (°C)                                                                                               | 18,5                                                | 18,7                                                | 18,9                                                | 19,2                                                | 19,1                                                | 17,8                                                | 17,4                                                | 18,4                                                | 19                                                  | 19,8                                                | 20,4                                                | 20                                                  | 18,9                                                |
| Temperatura média compensada (°C)                                                                                           | 12,9                                                | 13                                                  | 13                                                  | 12,7                                                | 11,8                                                | 10,5                                                | 10,1                                                | 11                                                  | 11,9                                                | 13                                                  | 13,7                                                | 13,7                                                | 12,3                                                |
| Temperatura mínima média (°C)                                                                                               | 7,4                                                 | 7,3                                                 | 7,2                                                 | 6,3                                                 | 4,6                                                 | 3,3                                                 | 2,8                                                 | 3,7                                                 | 4,8                                                 | 6,2                                                 | 7                                                   | 7,5                                                 | 5,7                                                 |
| Temperatura mínima recorde (°C)                                                                                             | 1,5                                                 | 2                                                   | 1,1                                                 | 0,6                                                 | −2                                                  | −6                                                  | −2,8                                                | −5                                                  | −0,8                                                | 0                                                   | 0,5                                                 | 1                                                   | −6                                                  |
| Precipitação (mm) | 125,5                                               | 81                                                  | 67,5                                                | 27,1                                                | 8,9                                                 | 7,9                                                 | 5,3                                                 | 12,1                                                | 24,5                                                | 37,8                                                | 43,9                                                | 82,3                                                | 523,8                                               |
| Dias com precipitação (≥ 1 mm)                                                                                              | 21                                                  | 17                                                  | 15                                                  | 8                                                   | 4                                                   | 2                                                   | 2                                                   | 4                                                   | 7                                                   | 11                                                  | 11                                                  | 16                                                  | 118                                                 |
| Umidade relativa compensada (%)                                                                                             | 72                                                  | 72,2                                                | 70,5                                                | 66,2                                                | 54,8                                                | 48,3                                                | 50,4                                                | 52                                                  | 58,1                                                | 56,5                                                | 58,8                                                | 64,3                                                | 60                                                  |
| Insolação (h) | 145,4                                               | 158,4                                               | 167,9                                               | 187,6                                               | 245,7                                               | 238,3                                               | 240,9                                               | 250,1                                               | 232                                                 | 215,5                                               | 181,5                                               | 171,2                                               | 2 434,5                                             |
| Fonte: Servicio Nacional de Meteorología e Hidrología de Bolivia (normal 1981-2010; recordes de temperatura: 1945-presente) |                                                     |                                                     |                                                     |                                                     |                                                     |                                                     |                                                     |                                                     |                                                     |                                                     |                                                     |                                                     |                                                     |

## Divisões administrativas
A cidade de La Paz está dividida administrativamente nos seguintes "macrodistritos", urbanos e rurais: Centro, Cotahuma, Max Paredes, Periférica, San Antonio, Sur, Malaza, Hampaturi e Zongo.

### Distritos da cidade de La Paz
| Distritos da cidade de La Paz |               |           |                  |        |      |             |
|                               |               |           |                  |        |      |             |
| #                             | Macrodistrito | População | Superfície (km²) | Tipo   | Mapa | Distritos   |
| 1                             | Mallasa       | 5,082     | 32,68            | Urbano |      | 20          |
| 2                             | Zona Sur      | 127,228   | 64,15            | Urbano |      | 18-19-21    |
| 3                             | San Antonio   | 115,659   | 22,59            | Urbano |      | 14-15-16-17 |
| 4                             | Periférica    | 159,123   | 26,05            | Urbano |      | 11-12-13    |
| 5                             | Max Paredes   | 164,566   | 13,31            | Urbano |      | 7-8-9-10    |
| 6                             | Centro        | 64,272    | 5,22             | Urbano |      | 1-2         |
| 7                             | Cotahuma      | 153,655   | 16,10            | Urbano |      | 3-4-5-6     |
| 23                            | Zongo         |           |                  | Rural  |      | 23          |
| 22                            | Hampaturi     |           |                  | Rural  |      | 22          |

| Bairros da cidade de La Paz | Bairros da cidade de La Paz | Bairros da cidade de La Paz | Bairros da cidade de La Paz | Bairros da cidade de La Paz | Bairros da cidade de La Paz                        |
| --------------------------- | --------------------------- | --------------------------- | --------------------------- | --- | -------------------------------------------------- |
| #                           | Macrodistrito               | Distritos                   | Mapa                        | Barrios | Calles principales                                 |
| 1                           | Mallasa                     | 20                          |                             | Amor de Dios • Mallasa • Muela del Diablo • Mallasilla • Jupapina                                                                   | Carretera principal Rio abajo                      |
| 2                           | Zona Sur                    | 18-19-21                    |                             | Obrajes • Bella Vista • Bolonia • Irpavi • Calacoto • Cota Cota • Achumani • Ovejuyo • Koani • La Florida • Següencoma • San Miguel | Avenida Ballivián                                  |
| 3                           | San Antonio                 | 14-15-16-17                 |                             | San Antonio • Villa Copacabana • Pampahasi • Valle Hermoso • Kupini • Villa Armonía • Callapa, •San Isidro                          | Avenida cd del niño                                |
| 4                           | Periférica                  | 11-12-13                    |                             | Achachicala • Chuquiaguillo • Villa Fátima • Vino Tinto •5 Dedos • Santiago de Lacaya • Rosasani                                    | Avenida Gral Juan José Torres                      |
| 5                           | Max Paredes                 | 7-8-9-10                    |                             | Munaypata • La Portada • El Tejar • Gran Poder • Obispo Indaburu • Chamoco Chico • Munaypata • Pura Pura • Ciudadela Ferroviaria    | Avenida Naciones Unidas                            |
| 6                           | Zona Centro                 | 1-2                         |                             | Casco Urbano Central • San Jorge • Miraflores • Barrio Gráfico • San Sebastián • Santa Bárbara • Parque Urbano Central              | Avenida Arce • Avenida 16 de Julio • Avenida Busch |
| 7                           | Cotahuma                    | 3-4-5-6                     |                             | Sopocachi • Alto Sopocachi • Pasankeri • Tembladerani • Alpacoma • Belén • Tacagua • San Pedro • Bajo Llojeta                       | Avenida Buenos Aires                               |

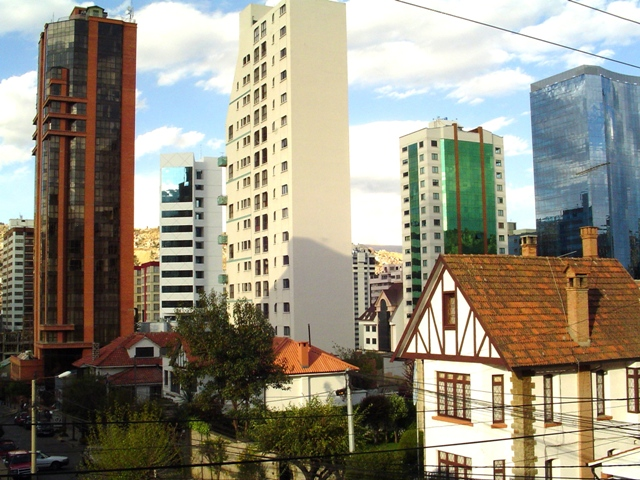
Zona de San Jorge

- Centro Histórico: é o centro antigo de La Paz. Alberga na actualidade museus, hotéis, lojas e edifícios importantes como o Museu Nacional de Arte,  a "Alcadía Municipal de La Paz" e o Banco Central da Bolívia. No centro encontra-se a Praça Murillo, que é onde ficam o Palácio do Governo e o Congresso Nacional.
- Zona Central: conhecida localmente como "el centro" é onde se encontram os bairros de San Jorge e Sopocachi. É onde se situam as principais lojas, hotéis e muitas embaixadas. Há ainda vários edifícios de departamentos do Estado, além de restaurantes e discotecas.
- Sopocachi: provavelmente um dos bairros residenciais mais antigos, a 10 minutos do centro e, pese a expansão e desenvolvimento da cidade, este bairro manteve a sua característica residencial.
- San Pedro: um dos mais antigos de La Paz. Construído em torno da "Plaza de San Pedro" (nome oficial: Plaza Sucre) na margem esquerda do rio Choqueyapu, o bairro é principalmente residencial mas alberga numerosas lojas e pequenas empresas, especialmente tipografias e reparação de automóveis. San Pedro inclui também o Mercado Rodríguez, um dos mais importantes e antigos da cidade.
- Miraflores: está separado do centro da cidade por um longo desfiladeiro (hoje o Parque Urbano Central) e unido ao mesmo pela Ponte das Américas e duas avenidas. De carácter inicialmente residencial, o seu crescimento fez com que se convertesse num importante centro comercial e de recreio. Alberga universidades e os principais centros hospitalares de La Paz, incluindo a importante faculdade de Medicina da UMSA. Em Miraflores fica o Estádio Hernando Siles (cap. 45 000 pessoas).
- Zona Norte: com importante actividade industrial (principalmente alimentar). A mais significativa é a Cervejaria Boliviana Nacional. Aqui está a auto-estrada que comunica La Paz com a cidade de El Alto.
- Zona Sul (Calacoto): tem menos altitude que o resto da cidade (3200 a 2800 m). Fica aqui a maioria dos bairros residenciais de La Paz.

## Turismo
La Paz recebe uma grande quantidade de turistas do mundo todo, mochileiros, casais em lua-de-mel. Possui uma boa infra-estrutura para receber turistas, de hotéis de luxo à albergues com diárias menores que quatro dólares.
Possui muitos atrativos, faz parte da rota conhecida por muitos mochileiros Rota Bolívia-Peru-Chile.
Entre as atrações turísticas encontram-se:
- Praça Murillo (Plaza Murillo): principal espaço público da cidade, aqui se localiza o Palacio Quemado, sede do executivo boliviano, além do Parlamento da Bolívia e da catedral da cidade;
- Catedral Metropolitana de La Paz: edifício neoclássico construído a partir de 1835, localiza-se na Praça Murillo, ao lado do Palacio Quemado;
- Igreja e Convento de São Francisco de La Paz: convento fundado ainda no século XVI, a igreja atual data do século XVIII e é uma importante obra barroca colonial;
- Museu Nacional de Arte de La Paz: importante coleção de arte do antigo Alto Peru;
- Chacaltaya: a estação de esqui mais alta do mundo;
- Valle de la Luna:
- Sítio arqueológico de Tiwanaku:

## Transportes e comunicações

### Sistema de teleféricos de La Paz
No dia 20 de maio de 2014 foi inaugurada uma linha de teleférico entre as cidades de El Alto e La Paz, com um percurso de 2.664 m de extensão, que pode ser percorrido em 9 min e 50 s. Trata-se da linha vermelha, que tem condições de transportar até 18.000 passageiros por hora e liga a Avenida Panorâmica Norte em El Alto à Empresa Nacional de Ferrocarriles (ENFE), na zona norte de La Paz, passando pela sede da Yacimientos Petrolíferos Fiscales Bolivianos (YPFB) na Avenida Entre Ríos.
Está prevista também a construção das linhas:
amarela que ligará a Ciudad Satélite em El Alto à Curva Holguín, passando por um ponto entre as avenidas Moxos y Buenos Aires e pela Avenida Méndez Arcos y Cervantes, no bairro de Sopocachi), terá 3.883 m e será percorrida em 13 min 5 s.
verde que ligará a Curva Holguín a Las Cholas (no bairro de La Florida), passando por Alto Obrajes e pela Estação de Huanu Huanuni, terá 3.883 m e será percorrida em 16 min 5 s[1] [2].
|  |  |  |

### Transporte aéreo
La Paz é servida pelo Aeroporto Internacional de El Alto (código de IATA: LPB) que se localiza a 14 km a sudoeste de La Paz. Instalações de aeroporto incluem um banco, bares, aluguéis de carros, restaurantes e lojas isento de direitos aduaneiros. A pista tem um comprimento de 13123 pés (4000 metros aproximadamente).
É o primeiro aeroporto no hemisfério ocidental, e terceiro no mundo, a passar com distinção o Programa de Auditoria de Segurança Universal da Organização de Aviação Civil Internacional (ICAO).

### Transporte rodoviário
O acesso terrestre se dá pela Ruta Nacional 4, que liga La Paz com Corumbá, na fronteira com o Brasil.

### Ônibus/autocarro
A rodoviária de La Paz, anteriormente estação de ônibus/autocarros e de trens/comboios, foi construída pelo arquiteto francês Gustave Eiffel. É o portal principal para viagem de ônibus interurbanos em La Paz, com ligações para as principais cidades bolivianas. Também conecta a cidade com Santiago do Chile e Lima.

## Educação

### Universidades e Centros de Educação Superior
Existem várias universidades e centros de educação superior repartidos por toda a cidade. Em baixo é possível encontrar uma lista desses mesmo estabelecimentos (na sua forma de escrita original, o espanhol):

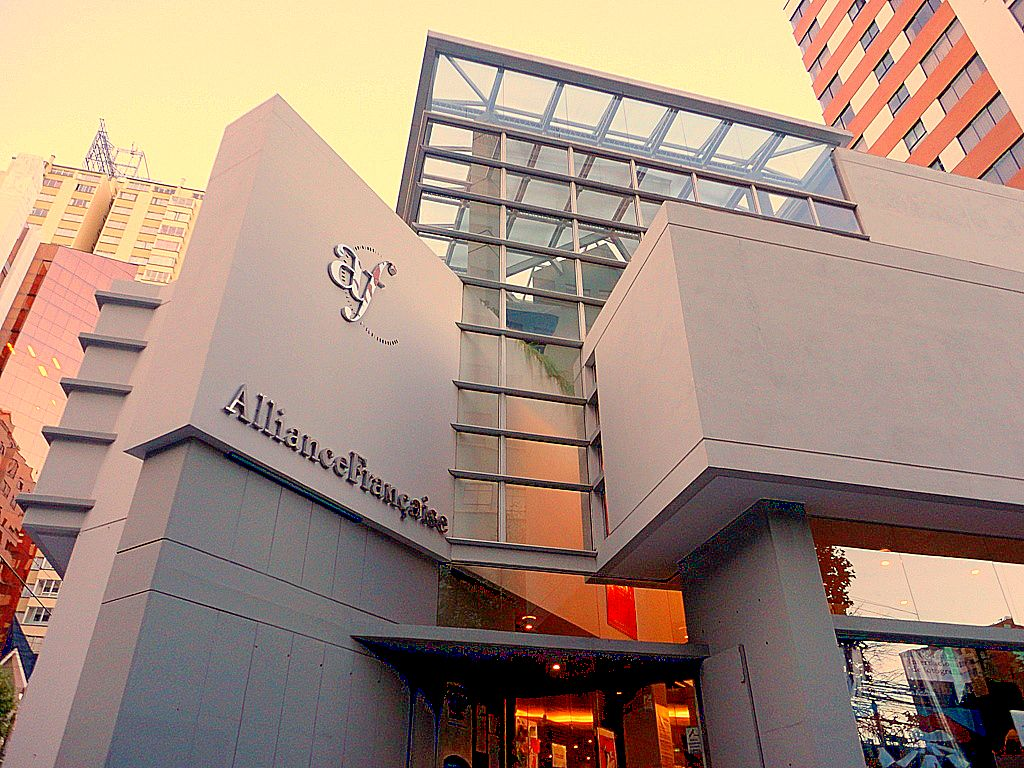
Alianza Francesa, La Paz

| Fundación  | Universidad                              | Universidad | Universidad | Posición Mundial 2012 (CSIC Webometrics) | Posición Latinoamérica 2012 (CSIC Webometrics) | Producción científica (ranking Scimago Lab) | Posición nacional | Logo                    |
| 1830-X-25  | Universidad Mayor de San Andrés          | UMSA        | Estatal     | 2266                                     | 182                                            | -                                           | 1                 |                         |
| 1993       | Universidad Privada Boliviana            | UPB         | Privada     | 8206                                     | 822                                            | -                                           | 3                 |                         |
| 1966-03-21 | Universidad Católica Boliviana San Pablo | UCB         | Privada     | 3884                                     | 328                                            | -                                           | 4                 |                         |
| -          | Universidad Central de Bolivia           | UNICEN      | Privada     | 4919                                     | 489                                            | -                                           | 9                 |                         |
| -          | Universidad Privada del Valle            | UPV         | Privada     | 7686                                     | 757                                            | -                                           | 13                |                         |
| 1950       | Escuela Militar de Ingeniería            | EMI         | Estatal     | 10670                                    | 1103                                           | -                                           | 16                |                         |
| 2003       | Universidad La Salle en Bolivia          | ULASALLE    | Privada     | 19075                                    | 2779                                           | -                                           | 42                |                         |
| -          | Universidad de Aquino Bolivia            | UDABOL      | Privada     | 11246                                    | 1170                                           | -                                           | 19                |                         |
| -          | Universidad Salesiana de Bolivia         |             | Privada     | 11280                                    | 1174                                           | -                                           | 23                |                         |
| -          | Universidad Nur Bolivia                  |             | Privada     | 12461                                    | 1333                                           | -                                           | 18                | Ficheiro:Logo u nur.png |
| -          | Universidad Loyola                       |             | Privada     | 13398                                    | 1499                                           | -                                           | 20                |                         |
| -          | UNANDES                                  |             | Privada     |                                          |                                                | -                                           |                   | -                       |
| -          | Universidad Andina Simón Bolívar Bolivia | UASB        | Estatal     | 13418                                    | 1506                                           | -                                           | 18                |                         |
| -          | Universidad Privada Franz Tamayo         | UNIFRANZ    | Privada     |                                          |                                                | -                                           |                   |                         |
| -          | Universidad Privada Domigo Savio         | UPDS LP     | Privada     |                                          |                                                | -                                           |                   |                         |

## Cultura e esporte

### Esporte
La Paz é a "casa" de algumas das maiores equipes de futebol da Bolívia.
Ambas as equipas jogam a maioria dos jogos no estádio da cidade, o Estádio Hernando Siles.  Este mesmo é "casa" de outros jogos de outras equipas, que jogam quer na primeira quer na segunda divisão, como por exemplo: Mariscal Braun (2º), Always Ready (2º), Municipal (2º), Chaco (2º), e Iberoamericana (2º).
La Paz também é o local onde a equipa nacional boliviana trabalha, e é ao mesmo tempo o local de vários jogos internacionais.
| Equipo        | Deporte | Competición                           | Estadio                          | Fundación | Logo |
| The Strongest | Futebol | Liga del Fútbol Profesional Boliviano | Estadio Rafael Mendoza Castellón | 1908      |      |
| Club Bolívar  | Futebol | Liga del Fútbol Profesional Boliviano | Estadio Libertador Simón Bolívar | 1925      |      |